# Matilda Bay

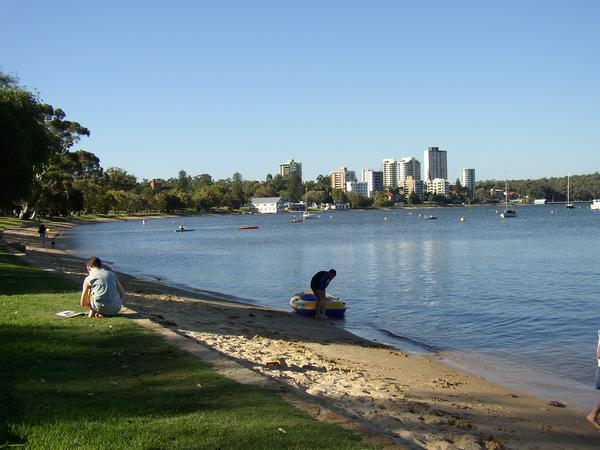
Der Strand von Matilda Bay

Matilda Bay ist eine Bucht des Swan Rivers in Perth, Western Australia. Sie beherbergt im südlichen Teil einen mittelgroßen Yachthafen. Weiter nördlich bilden Sandstrände und grüne Wiesen ein beliebtes Ausflugsziel für Einheimische und Touristen.
Die Bucht liegt direkt neben dem Campus der University of Western Australia und wird von verschiedenen Clubs der Universität auch für sportliche Aktivitäten genutzt (z. B. Paddeln).
Das Wasser in der Bucht ist durch seine Nähe zum Meer salzhaltig und unterliegt den Gezeiten. Im australischen Sommer (ca. Dezember bis März) findet man hier viele Quallen – unter anderem Feuerquallen (Stingers). Im Fluss selbst findet man sehr viele Seesterne.
An der Stelle von Matilda Bay erinnert der Swan River durch seine Breite schon fast an einen riesigen See, an dessen gegenüberliegendem Ufer man die Skyline von Perth sieht.
Koordinaten: 31° 58′ 45″ S, 115° 49′ 38″ O